# Union Aït Melloul
Union Sportive Aït Melloul – marokański klub piłkarski z siedzibą w Ajt Mallul. W sezonie 2022/2023 gra w GNFA 1 (IV liga).

## Informacje
Klub założony został w 1999 roku. W sezonie 2016/2017 zespół grał w GNF 2, zajmując ostatnie miejsce i spadając do niższej ligi. W pucharze kraju najlepszym wynikiem była 1/8 finału w sezonie 2008/2009. Siedziba klubu znajduje się na Boulevard de l'Indépendance, a piłkarze grają na Stade Municipal d'Aït Melloul. 